# Semaglutid
Semaglutid, koji se prodaje pod brendovima Ozempik, Vegovi i Ribelsus, je antidijabetički lek koji se koristi za lečenje dijabetesa tipa 2 i kao lek protiv gojaznosti za dugotrajno upravljanje težinom, koji je razvio Novo Nordisk 2012. godine.
Semaglutid je agonist GLP-1 receptora, što znači da oponaša dejstvo humanog inkretina glukagonu sličnog peptida-1 (GLP-1), čime se povećava lučenje insulina i povećava uklanjanje šećera u krvi i poboljšava kontrola glikemije. Neželjeni efekti uključuju mučninu, povraćanje, dijareju, bol u stomaku i zatvor.
U decembru 2017, odobrena je injekciona verzija pod nazivom ozempic. Septembra 2019, odobrena je verzija koja se može uzimati oralno (ribelsus), a u junu 2021. SAD Uprava za hranu i lekove (FDA) je odobrila injekciju veće doze koja se prodaje pod brendom Vegovi za dugotrajno upravljanje težinom kod odraslih. U januaru 2023. godine, FDA je dala Novo Nordisku dozvolu da revidira etiketu kako bi ukazala da se oralni ribelsus može koristiti kao tretman prve linije za odrasle sa dijabetesom tipa 2 — što znači kod ljudi koji ranije nisu uzimali drugi lek za dijabetes.
U 2020. godini, semaglutid je bio 129. najčešće prepisivani lek u Sjedinjenim Državama, sa više od 4 miliona recepata.

## Spoljašnje veze
- „Semaglutide”. Drug Information Portal. U.S. National Library of Medicine.
- „Semaglutide”. MedlinePlus.